# Eudelus scabrufator
Eudelus scabrufator är en stekelart som beskrevs av Claire Villemant 1982. Eudelus scabrufator ingår i släktet Eudelus och familjen brokparasitsteklar. Inga underarter finns listade i Catalogue of Life.